# Novantinoe equatoriensis
Novantinoe equatoriensis är en skalbaggsart som först beskrevs av Jean François Villiers 1959.  Novantinoe equatoriensis ingår i släktet Novantinoe och familjen långhorningar. Inga underarter finns listade i Catalogue of Life.